# Bandmyrfågel
Bandmyrfågel (Dichrozona cincta) är en fågel i familjen myrfåglar inom ordningen tättingar.

## Utseende och läte
Bandmyrfågel är en knubbig myrfågel med kort stjärt, som en mycket liten kompakt trast. Namnet kommer av två breda gräddfärgade vingband som ger den ett bandat utseende. Den är i övrigt brun ovan, vitaktig under, med grått ansikte och svarta streck på bröstet. Sången består av en långsam serie med stigande visslingar, avgivna ungefär en per sekund.

## Utbredning och systematik
Fågeln placeras som enda art i släktet Dichrozona och  förekommer från sydöstra Colombia till östra Peru, nordvästra Bolivia och nordvästra och södra Amazonområdet i Brasilien. Den behandlas antingen som monotypisk eller delas in i tre underarter med följande utbredning:
- Dichrozona cincta cincta – östra Colombia, södra Venezuela och nordvästra Brasilien
- Dichrozona cincta stellata – östra Ecuador och västra Brasilien
- Dichrozona cincta zononota – västcentrala Brasilien och norra Bolivia

## Levnadssätt
Bandmyrfågel är en skogslevande fågel. Där ses den promenera omkring på marken med en udda guppande gångstil, likt en duva. Den hoppar upp på liggande trädstammar och lågt hängande grenar eller sparkar runt bland torra löv för att hitta föda.

## Status och hot
Arten har ett stort utbredningsområde, men tros minska i antal, dock inte tillräckligt kraftigt för att den ska betraktas som hotad. Internationella naturvårdsunionen IUCN listar arten som livskraftig (LC).